# Edith Watson
Edith Sara Watson (East Windsor Hill, 5 novembre 1861 – Cape Cod, 1943) è stata una fotografa statunitense, la cui carriera ha attraversato gli anni '90 dell'Ottocento fino agli anni '30. È molto nota per le sue immagini fotogiornalistiche della vita quotidiana, dei lavoratori e delle donne, in particolare in Canada.

## Biografia

### Primi anni
Edith Watson era la più giovane di quattro figli. La sua famiglia era impegnata nel settore dei giornali e coltivava anche tabacco. Lei e sua sorella, Amelia Watson, condividevano l'interesse per l'arte della pittura ad acquerello e ad un certo punto decisero di diventare artiste lavoratrici costruendo il proprio studio. Per circa un decennio viaggiarono in tutto il New England, mostrando e vendendo le loro opere d'arte. Nel 1890, quando si separarono, Edith iniziò a sperimentare con la fotografia. Studiò anche fotografia con suo zio, il botanico Sereno Watson.

### Carriera fotografica

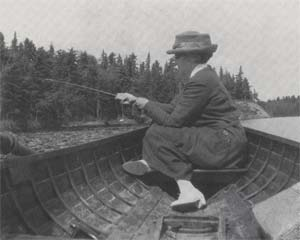
Edith Watson

Nel 1896 Edith si recò per la prima volta in Canada, e trascorse gran parte dei successivi 35 anni fotografando le popolazioni rurali, spesso donne, in tutto il paese. Vendette le sue fotografie a diversi giornali e riviste nordamericane; a volte barattava le sue fotografie per ottenere alloggio o provviste. Tramite questi sforzi, poté mantenere la sua indipendenza e riuscì a sostenersi sia come artista che come viaggiatrice.
Per molti anni trascorse il tempo durante l'inverno alle Bermuda, affittando un cottage a Saint George, Bermuda e vendendo acquerelli e fotografie colorate a mano. Nel 1911, alle Bermuda, la Watson incontrò la giornalista Victoria "Queenie" Hayward, che alla fine divenne la sua compagna nel lavoro e nella vita. Le due donne vivevano, lavoravano e viaggiavano molto insieme attraverso zone isolate del Canada.
Con la sua macchina fotografica Edith ha documentato la vita delle persone a Terranova, Labrador, le Maritimes, Québec, Ontario, e poi verso ovest in Manitoba e la Columbia Britannica, mentre la Hayward scriveva su di loro. Le due donne rimasero con il popolo delle Prime nazioni in Quebec e Ontario; Mennoniti, Duchobory e altri "Nuovi canadesi" in Manitoba e il Popolo Haida nella Columbia Britannica. Nel 1922 Edith e la Hayward pubblicarono Romantic Canada, un diario di viaggio illustrato dei loro viaggi attraverso il Canada. In esso, Hayward coniò la frase "il mosaico canadese" per descrivere il multiculturalismo della regione; la frase e il concetto furono ripresi da pensatori e artisti successivi, tra cui lo scrittore e promotore culturale John Murray Gibbon.

### Fotografie di donne canadesi

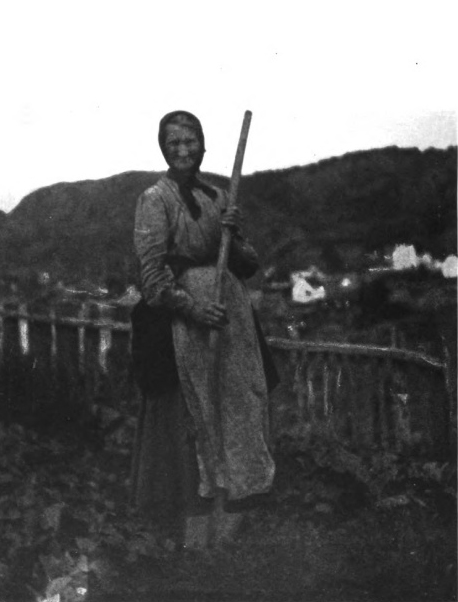
Una giardiniera canadese ai margini di un villaggio di Cape Breton
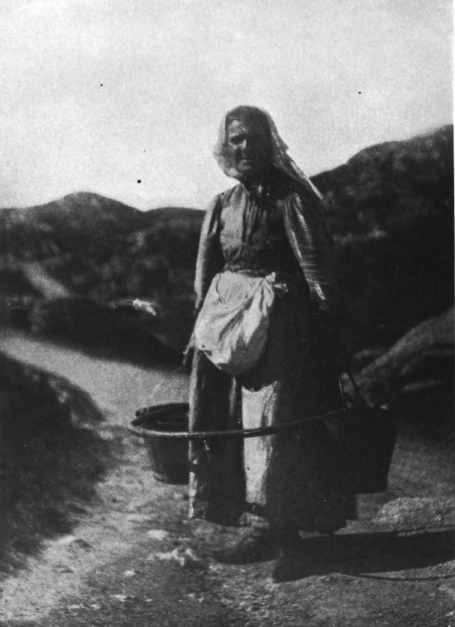
Lungo la costa di Capo Breton Canada
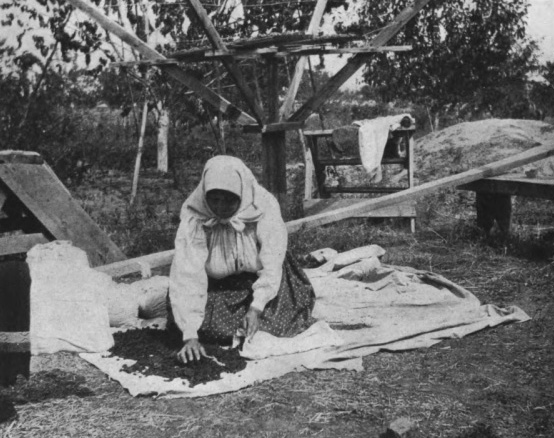
Bacche secche che sono imballate per piaceri invernali
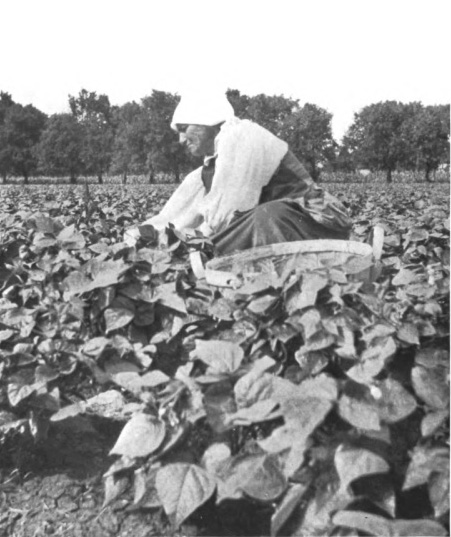
Diserbo di fagioli su un camion olandese fattoria fuori Winnipeg, Manitoba
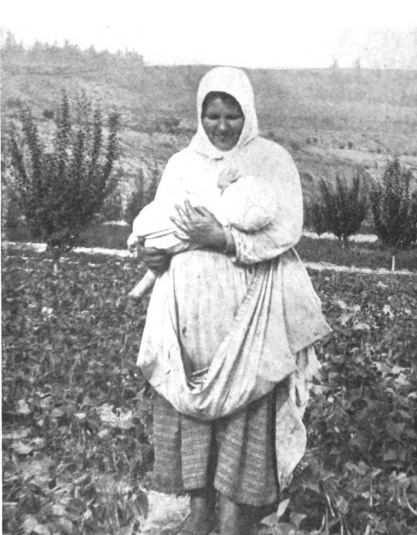
Madonna dei Campi

### Fotografie delle Bermuda

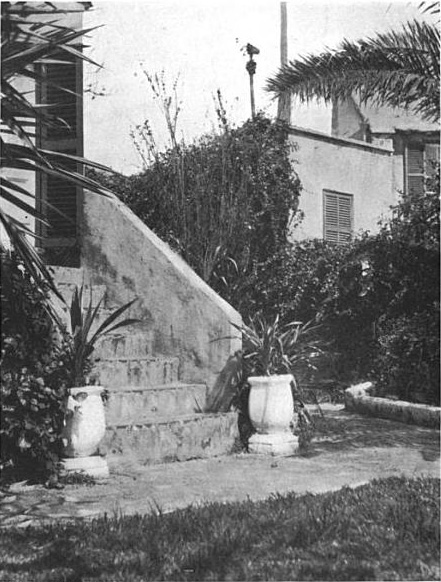
Vasi da fiori di corallo scolpito, Bermuda